# Plagne, Schweiz
Plagne är en ort och före detta kommun i distriktet Jura bernois, i kantonen Bern i Schweiz. Kommunen slogs 2014 ihop med Vauffelin till Sauge. Plagne ligger nio kilometer nordost om Biel, mellan 800 och 900 meter över havet, över La vallée des oiseaux (Fågeldalen), där Vauffelin ligger.

## Historia
Från 1797 till 1815 tillhörde Plagne Frankrike och låg då i departementet Mont-Terrible. Därefter, sedan år 1800 tillhörde området departementet Haut-Rhin till vilket Mont-Terrible anslöts. Vid Wienkongressen (1815) beslutades det att området kring Basel skulle tillhöra kantonen Bern.